# Sören Bertram
Sören Bertram (Uelzen, 1991. június 5. –) német labdarúgó, a Hallescher FC középpályása.

## Pályafutása
Bertram 1995 januárjában került a Teutonia Uelzen csapatához, ahonnan előbb a St. Paulihoz, majd a HSV-hez igazolt. Az időközben a német korosztályos válogatottakat is megjáró Bertramot korosztálya egyik legtehetségesebb játékosának tartották, 2009 szeptemberében megkapta a Fritz Walter érem ezüstfokozatát.
2009. december 2-án, az Európa-liga csoportkörében bemutatkozott a Hamburg első csapatában; az Rapid Wien elleni 2-0-s
hazai győzelem alkalmával Dennis Aogo helyére állt be a mérkőzés végén. 2009. december 21-én első profi szerződését is aláírta a klubbal. 2010. április 17-én pályára lépett a Bundesligában is. 2010-ben, a 2010-11-es szezon tavaszi felére az Augsburghoz került kölcsönbe.
2012 nyarán a VfL Bochum csapatához írt alá három évre. 2013 januárjában előbb kölcsönbe, majd végleg a harmadosztályú Hallescherhez került. 2016 júniusában három évre aláírt a másodosztályú Erzgebirge Aue csapatához.